# جاك هولواي (سياسي)
جاك هولواي هو نقابي وسياسي أسترالي، ولد في 12 أبريل 1875 في هوبارت في أستراليا، وتوفي في 3 ديسمبر 1967 في St Kilda, Victoria ‏ في أستراليا. نشط حزبياً في حزب العمال الأسترالي. وقد انتخب عضو مجلس النواب الأسترالي ‏ عن دائرة Division of Melbourne Ports ‏ (19 ديسمبر 1931 – 19 مارس 1951) وانتخب وزير الخدمات الاجتماعية ‏ (7 أكتوبر 1941 – 21 سبتمبر 1943) وانتخب عضو مجلس النواب الأسترالي ‏ عن دائرة Division of Flinders ‏ (12 أكتوبر 1929 – 19 ديسمبر 1931).